# 潘均順
潘均順（1889年—1947年）因第二次世界大戰期間保護猶太人女孩，而於1995年1月19日被以色列政府授予國際義人的榮譽，他也是首位獲得這項榮譽的華裔人士。

## 生平
潘均順在中國東北出生( 資料來源：網絡版 <新民都市報>2020年8月20日 )，他於1916年前往俄國從事勞動業，由於1917年俄國革命爆發的關係無法回國。起先居住於莫斯科，1936年搬至烏克蘭哈爾科夫。妻子於第二次世界大戰前便已去世，婚後育有兩子，皆於加入蘇聯紅軍後戰死。
潘均順於德軍佔領烏克蘭哈爾科夫後，在亞歷山德拉（Alexandra）、米特羅凡·巴巴耶娃（Mitrofan Babaeva）和那傑日達・波佩爾紐卡（Nadezhda Popelniuk）（後兩位也獲得國際義人称号）的協助下，藏匿一名逃出德軍封鎖區的女孩。由1942年1月至1943年8月23日的德軍佔領期間，潘均順一直庇護著少女。
戰後，潘均順繼續撫養少女並使其受教育，最後於1947年去世。

## 外部連結
- 潘均順 （页面存档备份，存于） - 以色列猶太大屠殺紀念館的相關頁面

1. ↑  .   [2025-05-22]. （原始内容存档于2025-07-11）.